# Loretta Claiborne
Loretta Claiborne (geboren 1953) ist eine US-amerikanische Marathonläuferin und Tennisspielerin. Sie repräsentierte die Vereinigten Staaten mehrmals bei den Special Olympics World Summer Games und gewann zahlreiche Gold-, Silber- und Bronzemedaillen. Sie wurde mehrfach ausgezeichnet, unter anderem 1996 mit dem Arthur Ashe Courage Award, und 2023 wurde sie als eine der Women of the Year ausgewählt. Claiborne ist die erste Special Olympics Athletin, die in den Vorstand von Special Olympics International gewählt wurde. Noch mit 70 Jahren erwarb sie im Tennisdoppel eine Bronzemedaille bei den Special Olympics World Summer Games 2023 in Berlin.

## Leben und Karriere
Claiborne ist das mittlere von sieben Kindern einer alleinerziehenden Mutter. Die Familie lebte in ärmlichen Verhältnissen. Claiborne wurde mit einer starken Sehbehinderung und einer geistigen Behinderung geboren und konnte erst mit vier Jahren gehen.
Sie entdeckte den Laufsport und gewann einen Marathon nach dem anderen, insgesamt 26. Zweimal lief sie als eine der hundert Bestplatzierten im Boston Marathon ins Ziel. In ihrer Altersgruppe hält sie mit siebzehn Minuten über 5000 Meter den Rekord bei den Frauen ihrer Altersgruppe. Ihre persönliche Bestzeit, die sie im Boston Marathon 1982 erreichte, war 3:03.
Claiborne wurde als erste geistig Behinderte von drei Universitäten mit Ehrendoktorwürden ausgezeichnet. Sie spricht vier Sprachen, darunter die Amerikanische Gebärdensprache, und hat einen schwarzen Karate-Gürtel.
Seit 1970 nimmt Claiborne an Special Olympics Wettkämpfen teil. Sie ist die erste Special Olympics Athletin, die in den Vorstand von Special Olympics International gewählt wurde. Auch die Rolle des Chief Inspiration Officers von Special Olympics wird mit Claiborne erstmals von einer Athletin übernommen. Außerdem ist Claiborne Global Speaker von Special Olympics und hält zahlreiche Vorträge.
Nach vierzehn Jahren Wettbewerbspause nahm die siebzigjährige Sportlerin im Juni 2023 an den Special Olympics World Summer Games 2023 in Berlin teil, zum ersten Mal im Tennis. 2010 hatte sie mit dieser Sportart begonnen und wird seitdem von Deb Gable trainiert. Im Einzel der Frauen spielte sie in Level 5, Leistungsgruppe L5 SF01 gegen Susanne Steffen und belegte in L5 SF01B den ersten Platz. Im Doppel der Frauen verloren in Level 5, Leistungsgruppe L5 DF01 im Halbfinale Loretta Claiborne und Heidi Sand mit 2:0 gegen Paula Polak und Sophia Schmidt, Special Olympics Deutschland. Im Spiel um die Bronzemedaille gewannen Claiborne und Sand mit 2:0 gegen Anumol Tomy und Eramma, Special Olympics Indien, und sicherten sich so die Bronzemedaille. Bei der Abschlussfeier erklärte die Athletin zusammen mit Mary Davis, Geschäftsführerin von Special Olympics International, die Spiele für beendet.
Claibornes Motto ist: Gott ist meine Stärke, Special Olympics ist meine Freude.

## Auszeichnungen
- 1995: Ehrendoktorwürde der Quinnipiac University[8]
- 1996: Aufnahme in die Special Olympics Pennsylvania Hall of Fame[3]
- 1996: The Arthur Ashe Award for Courage[9][10]
- 2000: Aufnahme in die International Women's Sports Hall of Fame[3]
- 2003: Ehrendoktorwürde der Villanova University
- 2019: Ehrendoktorwürde des York College of Pennsylvania
- 2023: Auszeichnung als eine der Women of the Year, verliehen von der Tageszeitung USA Today[11]

## Rezeption
Claibornes Leben wurde von Walt Disney Productions im Jahr 2000 unter dem Titel The Loretta Claiborne Story (deutsch: Loretta – Triumph des Willens) und in der Biografie In Her Stride von WorldScapes verfilmt.

## Auszeichnungen
Loretta Claiborne wurde als eine von nur fünf Special Olympics Persönlichkeiten damit ausgezeichnet, dass das renommierte Smithsonian Institut in Washington, D. C., sie mit einem Gegenstand in seinem National Museum of American History verewigte. Sie steht damit in einer Reihe mit Eunice Kennedy Shriver, der Gründerin von Special Olympics, und der Turnerin Lee Dockins, die auch unter den fünf Personen sind. Zunächst waren die Gegenstände Teil einer Ausstellung zum 50-jährigen Gründungsjubiläum von Special Olympics 2018. Seit deren Ende im Februar 2020 werden sie in einer Reihe mit Objekten von anderen olympischen Größen im Museum gezeigt.
Im März 2023 wurde Claiborne von der US-amerikanischen Tageszeitung USA Today als eine der Women of the Year 2023 ausgezeichnet. In der Begründung hieß es, sie verbinde schon seit langem in ihren öffentlichen Auftritten lokale und globale Sphäre.